# Glommalinjen

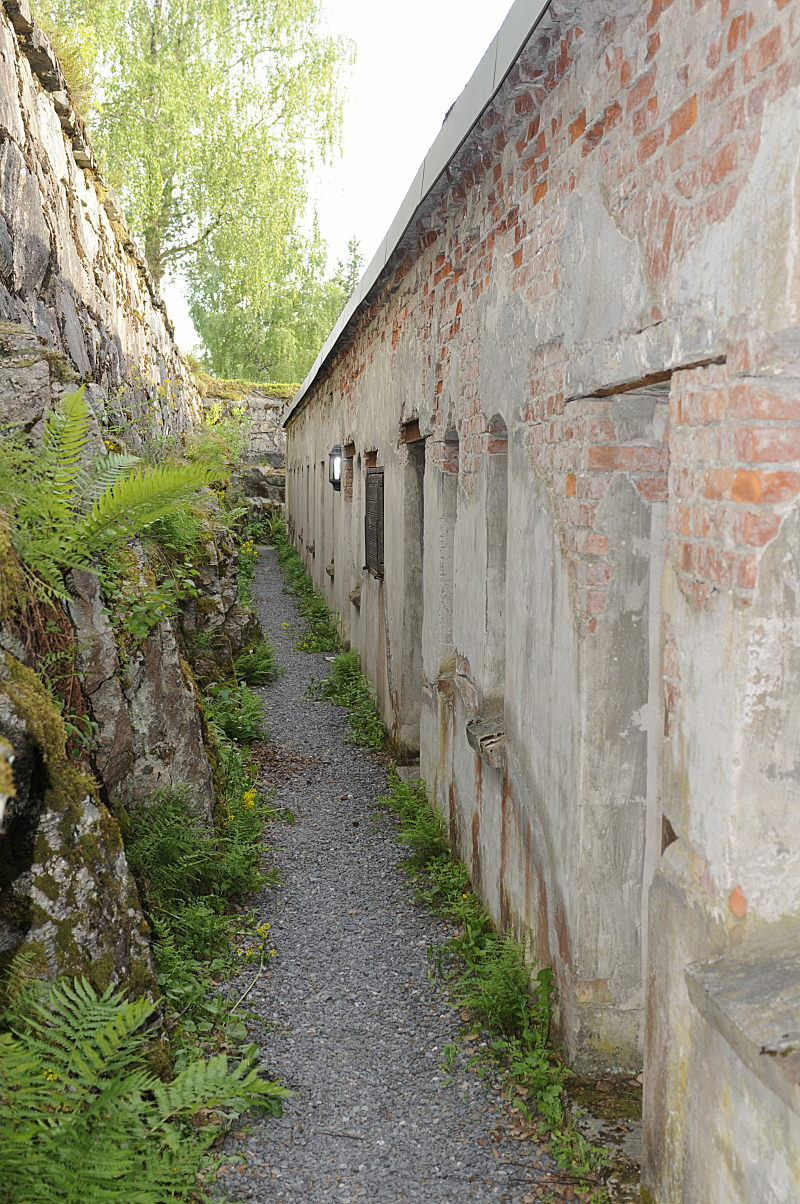
Kasernen vid Urskog fort

Glommalinjen var en 120 kilometer lång försvarslinje längs Glomma från Fetsund ned till Sarpsborg och därifrån i nordvästlig riktning över Skinnerflo- och Vannsjöarna till Moss. 
Glommalinjens högra flygel, som lätt kunde kringgås av en fientlig flotta, omfattade avskärningarna vid Moss och vid Råde-Sarpsborg. Vid Moss fanns några batterier anlagda framför Vannsjöns utlopp; i övrigt fanns batterier på Vetåsen vid Vannsjöns sydöstra ända, på Gydelåsen vid östra ändan av Skinnerflosjön, på Greakerfjeldet strax öster om sundet mellan Visterflosjön och Glommen samt på Lannehöjden omedelbart norr om Sarpsborg, varjämte batterierna vid Fredrikstad kunde anses som framskjutna verk.
Glommalinjens vänstra flygel, som täcktes av Kongsvingers befästningar, omfattade en avskärning söder och en norr om Øieren. Den södra, Spydebergsavskärningen, skyddades av flera batterier, av vilka de flesta låg på flodens högra strand, under det att några var framskjutna till trakten av Askims kyrka och sålunda bildade ett brohuvud för därvarande järnvägs- och landsvägsövergångar. Den norra, Fetsundsavskärningen, skyddades av ett brohuvud i trakten av Fjellsrud för den viktiga järnvägs- och landsvägsbron.
Norges försvarsminister Georg Stang arbetade ivrigt för ett mera permanent befästande av Glommalinjen, sedan de så kallade gränsfästningarna till följd av Karlstadskonventionen 1905 måst slopas. Stangs förslag gick ut på, att Sarpsborgsavskärningen skulle anordnas för ett starkt defensivt försvar, att Fossumavskärningen, norr därom vid Ørjevägen, gjordes till ett rymligt offensivt brohuvud, att Øgderenvägen spärrades genom ett framskjutet fort strax bakom det slopade Urskogsverket och att, för så vitt Kongsvingers fästning ej fick fortifikatoriskt underhållas, densamma ersattes med en befästning i närheten av Skarnes station; en del av det från gränsfästningarna bortförda artilleriet antogs vara tillräcklig för dessa nya anläggningars bestyckande. 
Sina åsikter om Glommalinjens befästande ämnade Stang framlägga inför en större krets av Norges "ungdomslag", men döden kom hindrande emellan, innan föredraget kunnat hållas. Försvarsminister Haakon Ditlef Lowzow fann emellertid lämpligt att 1908 av trycket utge Stangs föredrag och förse detsamma med ett mot Sverige synnerligen aggressivt företal, en handling, något som inom Stortinget och pressen orsakade mycket buller.